# Герасимова, Татьяна Юрьевна
Татьяна Юрьевна Герасимова (род. 9 апреля 1981, Москва) — российская телеведущая, певица. С 1999 по 2003 год — солистка поп-группы «Девочки». C 2005 по 2016 год — ведущая передачи «Армейский магазин» на «Первом канале».

## Биография
Родилась 9 апреля 1981 года в Москве. Детство провела в Ливии и Кении. Учебу начала там же, с 3 по 9 классы училась в московской школе с углубленным изучением английского языка № 1205, а с 10 класса в школе № 1507. Параллельно с учёбой окончила курсы в модельном агентстве, курс гида-переводчика по Москве и Кремлю и прошла стажировку в Англии. Затем поступила на факультет социологии МГПУ. В то же время знакомится[значимость факта?] с разными артистами[кем?] и продюсерами[кем?]. Снималась в клипах групп «Иванушки International», «2+2», Влада Сташевского.
C 1999 по 2003 — солистка группы «Девочки» продюсерского центра Игоря Матвиенко.
С 2005 по 2016 год — ведущая программы «Армейский магазин» на Первом канале.
В 2008 году была участницей проекта «Последний герой: забытые в раю». Кроме того была ведущей сюжетов в передаче Первого канала «Хочу знать с Михаилом Ширвиндтом».